# Bärwalde (Boxberg)
Bärwalde (Oppersorbisch: Bjerwałd) is een plaats in de Duitse gemeente Boxberg/O.L., deelstaat Saksen, en telt 162 inwoners (2007).
De Bärwalder See is naar deze gemeente vernoemd.